# Roger Collingwood
Roger Collingwood   (bisbat de Durham, c. 1480 - c. 1520) va ser un matemàtic anglès.

## Vida i obra
Collingwood va ser el primer professor de matemàtiques contractat a la universitat de Cambridge el 1501. Collingwood s'havia graduat al Queen`s College de Cambridge el 1499 i després va estar estudiant lleis a la universitat de París. Va deixar escrit, sense publicar, un tractat de matemàtiques titulat 'Arithmetica Experimentalis amb el pseudònim de Carbo-in-lingo, el manuscrit del qual es conserva al Corpus Christi College de la universitat d'Oxford (Ms 120).